# مات فوغل
مات فوغل (بالإنجليزية: Matt Vogel)‏ هو سباح أمريكي، ولد في 3 يونيو 1957 في فورت واين في الولايات المتحدة.

## روابط خارجية
- مات فوغل على موقع الاتحاد الدولي للسباحة (الإنجليزية)
- مات فوغل على موقع قاعة مشاهير السباحة العالمية (الإنجليزية)
- مات فوغل على موقع اللجنة الأولمبية الدولية (الإنجليزية)
- مات فوغل على موقع أوليمبيديا (الإنجليزية)